# José Luis Munguía
José Luis Munguía Linares (San Salvador, 28 de outubro de 1959 - 24 de março de 1985) foi um futebolista profissional salvadorenho, que atuava como goleiro.

## Carreira
José Luis Munguía fez parte do elenco da histórica Seleção Salvadorenha de Futebol da Copa do Mundo de 1982, ele não atuou.  Morreu em um acidente automobilístico.